# Tennis Australia
Tennis Australia je řídící tenisová organizace v Austrálii, člen Mezinárodní tenisové federace. Její činnost zahrnuje správu národních reprezentačních družstev, zastupování australského tenisu v mezinárodních organizacích, propagaci a hájení jeho zájmů, pořádání soutěží včetně Australian Open Series a úvodního grandslamu sezóny Australian Open. Podílí se také na výchově a akreditaci hráčů a trenérů.
Tenis je na australském kontinentu hrán od roku 1877, ale až v roce 1904 vznikl národní tenisový svaz s původním názvem Lawn Tennis Association of Australia (LTAA), a to za účelem organizace australských hráčů pro Davisův pohár. Od roku 2010 svaz udílí Newcombeovu medaili, pojmenovanou po Johnu Newcombeovi, nejlepším australským hráčům uplynulé sezóny.
Sídlem svazu je Melbourne Park v hlavním městě victorijského spolkového státu Melbourne. V říjnu 2017 se prezidentkou svazu stala Jayne Hrdlicka, jakožto první žena v této funkci, když nahradila Chrise Freemana.